# Qualificazioni al campionato mondiale femminile di calcio 2027
Questa voce raccoglie un approfondimento sulle gare di qualificazione alla fase finale del campionato mondiale femminile di calcio 2027.

## Formula
Al campionato mondiale femminile di calcio 2027 il numero di squadre partecipanti è 32. L'assegnazione degli slot per la fase finale è stata approvata dal Consiglio FIFA il 10 dicembre 2024
- AFC (Asia): 6 posti ,
- CAF (Africa): 4 posti,
- CONCACAF (Centro e Nord America, Caraibi): 4 posti,
- CONMEBOL (Sud America): 3 posti (incluso il posto del Brasile),
- OFC (Oceania): 1 posto,
- UEFA (Europa): 11 posti,
- Play-off: 3 posti.

## AFC
Partecipano:
- 34 squadre.

Si qualificano:
- 6 squadre.

## CAF
Partecipano:
- 37 squadre.

Si qualificano:
- 4 squadre.

## CONCACAF
Si qualificano:
- 4 squadre.

## CONMEBOL
Partecipano:
- 9 squadre.

Si qualificano:
- 3 squadre.

- Brasile (paese ospitante)

## OFC
Si qualifica:
- 1 squadra.

## UEFA
Partecipano:
- 53 squadre.

Si qualificano:
- 11 squadre:

## Play-off
Gli ultimi tre posti al campionato mondiale femminile di calcio 2027 saranno decisi attraverso un torneo play-off a dieci squadre. 
La prima fase del torneo si svolgerà a novembre-dicembre 2026 in una sede da definire. Coinvolgerà sei squadre classificate secondo la classifica mondiale femminile della FIFA prima del sorteggio. Le prime due squadre di questa fase passeranno alla seconda fase.
La seconda fase avverrà nel febbraio 2027, anch'essa in una sede da definire. Questa fase includerà le due squadre che avanzeranno dalla prima fase e quattro squadre aggiuntive: due dalla CONCACAF, una dalla CONMEBOL, e una dell'UEFA. Le sei squadre saranno sorteggiate in tre percorsi, con le partite a eliminazione diretta che determineranno le ultime tre qualificate per la fase finale. Le squadre della stessa confederazione non possono essere sorteggiate nello stesso percorso. 